# Giuseppe Galletti (politico)
Giuseppe Galletti (Bologna, 11 agosto 1798 – Bologna, 26 luglio 1873) è stato un patriota e politico italiano.

## Biografia
Nato a Bologna nel 1798, laureato in legge e avvocato, Giuseppe Galletti partecipò ai moti carbonari emiliani del 1831 e fece parte dell'Assemblea delle Provincie Unite Italiane nella breve stagione del nuovo stato, sorto su una parte dei territori pontifici.
Nel 1844, per la sua attività cospirativa, continuata anche dopo il fallimento dei moti, fu arrestato e, nel 1845, condannato all'ergastolo ma, poco dopo, riottenne la libertà per l'amnistia concessa per i reati politici il 16 luglio del 1846 dal nuovo pontefice Pio IX. Ebbe l'incarico di ministro di Polizia (oggi ministro dell'Interno) del governo pontificio nelle tumultuose giornate di novembre 1848, che portarono alla partenza del pontefice per Gaeta. Galletti mantenne l'incarico nel governo di Carlo Emanuele Muzzarelli (formatosi il 20 novembre).

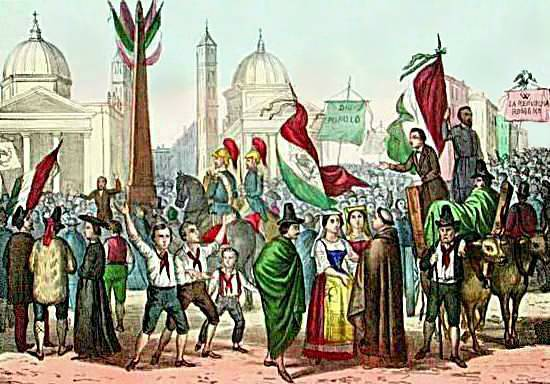
Roma, Piazza del Popolo: proclamazione della Repubblica Romana

Nel 1849 fu Presidente dell'Assemblea costituente che, inaugurata il 5 febbraio, il 9 dello stesso mese approvò il Decreto fondamentale che istituiva la Repubblica Romana.
Vicepresidente dell'Assemblea era quell'Aurelio Saffi che poi sarebbe diventato triumviro della Repubblica.
Stroncata la Repubblica dall'intervento delle truppe francesi del generale Oudinot, Galletti si rifugiò nel Regno di Sardegna.
Massone, probabilmente iniziato negli anni trenta-quaranta nella Loggia Concordia di Bologna, nei primi anni sessanta fu membro della Loggia Galvani, pure di Bologna.
Dopo l'unità, nel 1865, fu eletto deputato nella IX Legislatura della Camera del Regno d'Italia.
Morì nel 1873, a settantaquattro anni, nella città natale.